# Landschaftsschutzgebiet Mühlbach und Stöckerbach
Das Landschaftsschutzgebiet Mühlbach und Stöckerbach mit 35 ha Flächengröße liegt im Gemeindegebiet von Kalletal. Es wurde 1995 mit dem Landschaftsplan Nr. 4 Kalletal durch den Kreistag des Kreises Lippe erstmals als Landschaftsschutzgebiet (LSG) ausgewiesen. 2004 erfolgte die erneute Ausweisung durch den Kreistag mit dem geänderten Landschaftsplan.

## Beschreibung
Das LSG umfasst zwei Teilflächen südlich von Stemmen (Kalletal). Im LSG liegen Talbereiche des Mühlbaches und des Stöckerbaches. Im Osten grenzen das Naturschutzgebiet Abgrabung Stemmen und Niedersachsen an. Bei Elfenborn grenzt nördlich die Bundesstraße 238 an. Es umfasst Bereiche des naturnah mäandrierende Bachlaufs des Mühlbaches mit gut ausgebildetem Ufersaum. Die Quelle und der frühere Bachlauf des Mühlbaches östlich Pferdebruch sind verrohrt, trotz der Verrohrung gibt es im Grünland feuchte bis nasse Stellen. Der Mühlbach verläuft dann in einem tiefen Geländeeinschnitt durch einen naturnahen Laubwald.

## Schutzzwecke für das LSG
Laut Landschaftsplan erfolgte die Ausweisung des LSG
- „zur Erhaltung und Wiederherstellung der Leistungsfähigkeit des Naturhaushaltes in ökologisch besonders wertvoll strukturierten Bereichen mit Wasser-, Klima- und Biotopschutzfunktionen,“
- „zur Erhaltung und Wiederherstellung von Quellbereichen und naturnahen Fließgewässern, Grünland und naturnahen Waldbereichen unterschiedlicher Feuchtestufen, Feldgehölzen, Hecken und Obstwiesen,“
- „zur Erhaltung morphologisch ausgeprägter Bereiche zur Sicherung der landschaftlichen Eigenart und Vielfalt für die Erholung,“
- „zur Erhaltung wertvoller Biotopkomplexe aus Wald-Gründlandbereichen, Fließgewässern und Quellen mit wichtigen Trittstein- und Vernetzungsfunktionen,“
- „zur Erhaltung und Wiederherstellung wichtiger Rückzugsräume für die bedrohte Tier- und Pflanzenwelt,“
- „zur Sicherung der das Orts- und Landschaftsbild gliedernden und belebenden und die dörflichen Siedlungsstrukturen prägenden Freiraumelemente.“[1]

## Rechtliche Vorschriften
Im Landschaftsschutzgebiet ist unter anderem das Errichten von Bauten und das Anlegen von Fischteichen verboten.